# Annie Oakley
Annie Oakley (születési nevén: Phoebe Ann Mosey) (Willowdell közelében, Darke megye, Ohio, 1860. augusztus 13. – Greenville, Ohio, 1926. november 3.) amerikai profi mesterlövész.
Apja korán meghalt. Anyja nagy szegénységben nevelte a hat gyerekét. Annie tízévesen már munkába állt családnál, amiről önéletrajzában horrorisztikus részleteket írt le. Gyakorlatilag rabszolgaként kezelték.
Egyedülálló tehetségével 15 éves korában tűnt fel, amikor megnyert egy céllövő versenyt. Ezután Frank E. Butler vándor-showjában lépett fel. Butler később feleségül vette. Néhány év múlva csatlakoztak Buffalo Bill Wild Westjéhez. Oakley rövidesen híres nemzetközi sztár lett, többek között királyok és államfők előtt lépett fel.
Amerikában az első női szupersztár volt. Állítólag egyszer 27 méterről kettélőtt egy élével feléje fordított kártyalapot, majd még fél tucat lyukat lőtt bele, mire az földet ért. Tükörből, a célnak háttal állva ugyanúgy mindenkor célba talált.
Negyvenéves kora körül egy vonatbalesetben megsérült és több műtéten esett át. Felépülése után elfogadott egy filmes ajánlatot, mert nagyjából önmagát kell alakítania. Beindult a filmes karrierje, számos vadnyugati filmben szerepelt.
Úgy tartják, hogy Oakley több mint 15 000 nőnek tanította meg a fegyverhasználatot. Az volt a véleménye, hogy a nők számára kulcsfontosságú a fegyver használatának megtanulása, nemcsak fizikai és szellemi értelemben, hanem főleg az önvédelem miatt. „Szeretném, ha minden nő olyan természetesen kezelné fegyvereket, mint a csecsemőket.”
30 lépésről bármikor kettélőtt egy kártyalapot. A vadnyugati showval sok európai országban turnézott, még Viktória királynő előtt is szerepelt. Természetesen játékfilmek hősévé tette az utókor is.

## Filmek
- Annie Oakley (1954) (tévésorozat)
- Annie Oakley (1935)
- Annie Oakley (Self, Actors' Fund Field Day (1910)

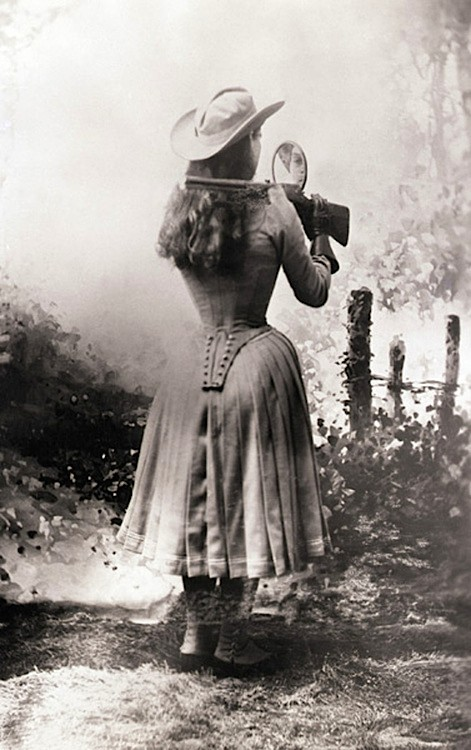
„Tükör”-kép

- Phoebe Ann Moses